# あらしのよるに
『あらしのよるに』は、木村裕一による絵本の題名または同作を端緒とするシリーズ、およびそれらを原作として複数のメディアで展開された作品の名称。絵はあべ弘士。
1995年、第42回産経児童出版文化賞JR賞および第26回講談社出版文化賞絵本賞受賞。当初は第1作のみで完結する予定であったが、その好評を受けてシリーズ化され、第6作「ふぶきのあした」までが制作され、一度は完結した。しかし、その後も人気はとどまることを知らず、特別編「しろいやみのはてで」が制作され、さらに映画化を受けて、第6作の続編にして再びの完結編「まんげつのよるに」が制作され、ようやくシリーズの完結をみた。
シリーズ第1作は2000年に光村図書の小学4年生用の国語の教科書、2005年に大阪書籍の小学5年生用の国語教科書にも掲載された。
2005年、杉井ギサブロー監督の手によりアニメ映画化された。構成は絵本の7エピソードから成り立つ。英題は『One Stormy Night』または『Arashi no Yoruni』。興行収入は18.8億円。2017年7月時点で絵本シリーズの累計発行部数は350万部を記録している。
2007年、第30回日本アカデミー賞優秀アニメーション作品賞受賞。
2025年、新シリーズの展開が発表された。

## あらすじ（2005年版 映画）
曇り空の下野原でヤギの親子が草を食べていた。それを知っていたかのように、オオカミの群れが近寄っていた。それを察知した母ヤギが顔を上げ、それに気付いた子供のヤギ（メイ）も顔を上げると、母は逃がすようにメイを押し始めた。しかし、オオカミの群れがメイ達を襲い始めた。母はメイを守るため立ち塞がり、オオカミの片耳を食いちぎったが、ついに食われてしまう。メイは泣きながら草原を走っていった。
それから数年たったある嵐の夜、立派に育ったメイが山小屋に避難した。同様に1匹のオオカミ（ガブ）も同じ山小屋に避難してきた。真っ暗な闇の中、かぜ気味で鼻の利かない2匹は、互いの正体を知らない（勘違いした）まま夜通し語り合い、意気投合する。そして「あらしのよるに」を合い言葉に、翌日再び会う約束をする。
翌日、2匹は互いの意外な正体を知ることになるが、喰う者（オオカミ）と喰われる者（ヤギ）の関係を超えて、2匹は「ひみつのともだち」となる。しかしそれは、互いの種族にとって、決して許すことのできない禁断の友情であった。ある時、ガブと逢う約束をしたメイに、友だちのヤギ（タプ）が心配だからと一緒についてくる。ガブにとってはメイは友だちだが、メイの友だちは美味しそうなエサである。結局、ガブがメイの友だちを脅かして逃がし、その場はことなきを得る。
しかしやがて、2匹の関係は、ヤギとオオカミのお互いの集団にバレてしまう。喧々囂々の末、互いの集団では自らの利益のためにメイとガブの友情を利用して、相手方の情報を手に入れてくるように2匹に命令する。メイとガブは、それぞれの集団内での立場よりも、お互いの友情を大切にして2匹で逃げることを決意し、ヤギとオオカミが一緒に暮らすことができる「緑の森」を探すため、目の前に広がる雪山の向こうを目指し旅立つ。その頃、オオカミの群れは自分たちを裏切ったガブを追いかけていた。
雪山を駆けていく2匹。ガブがメイを気遣って夜中だけ狩をしていたことで、1度険悪になった2匹だったが、和解してさらに強い絆で結ばれる。だが、追跡隊のオオカミの群れは少しずつ、確実に2匹を追い詰めていた。焦りと寒さに体力を削られ、もう歩けないと感じたメイは「自分を食べろ」とガブに頼む。泣く泣くその頼みを聞こうとしたガブだったが、そのとき既にオオカミの群れは間近に迫っていた。ガブは自らを囮にし、メイを助けようとしたが、雪崩が起きて群れもろとも巻き込まれてしまった。
春。メイは山を無事に越え、草原で暮らしていたが、いなくなったガブを思うと寂しくてたまらない。ある日、ガブが近づいてくるのを見て、喜んで近づいていくメイ。しかしガブは雪崩のショックで記憶を失い、今やメイもただのエサに過ぎなかった。ガブの豹変ぶりを嘆き悲しんだメイは「いっそあのあらしのよるに出会わなければ」と叫ぶ。その言葉がきっかけでガブの記憶は戻り、2匹は再び友情で結ばれたのであった。

## 作品

### 原作（絵本）
講談社から発行。全7作。
1. あらしのよるに（1994年） ISBN 4-06-252852-5 / ISBN 4-06-210293-5（大型版）
2. あるはれたひに（1996年） ISBN 4-06-252870-3 / ISBN 4-06-210632-9（大型版）
3. くものきれまに（1997年） ISBN 4-06-252874-6 / ISBN 4-06-211501-8（大型版）
4. きりのなかで（1999年） ISBN 4-06-252875-4 / ISBN 4-06-211502-6（大型版）
5. どしゃぶりのひに（2000年） ISBN 4-06-252876-2 / ISBN 4-06-211695-2（大型版）
6. ふぶきのあした（2002年） ISBN 4-06-252877-0 / ISBN 4-06-211696-0（大型版）
7. まんげつのよるに（2005年） ISBN 4-06-252878-9 / ISBN 4-06-278504-8（大型版）

- 特別編 しろいやみのはてで（2004年） ISBN 4-06-212647-8（大型版のみ）

- 文庫版 あらしのよるにI（2005年） ISBN 4-06-275266-2（第1作 - 第3作を再編集）
- 文庫版 あらしのよるにII（2007年） ISBN 978-4-06-275670-9（第4作、第5作を再編集）
- 文庫版 あらしのよるにIII（2009年） ISBN 978-4-06-276402-5（第6作、第7作を再編集）

#### あらしのよるにスペシャル
2011年に開始された新シリーズ。2025年3月現在、全4作。
1巻と2巻は本編の前日談、3巻と4巻は番外編となっている。従来のシリーズとは異なり、横長に製本されている。
- ひとりぼっちのガブ（2011年） ISBN 978-4-06-278505-1
- メイはなんにもこわくない（2011年） ISBN 978-4-06-278506-8
- ごちそうがいっぱい（2012年） ISBN 978-4-06-278507-5
- だれもしらないヒーロー (2013年)  ISBN 978-4-06-278508-2

#### 新あらしのよるにシリーズ
2025年に開始された新シリーズ。本編の続編であり、「家族愛」をテーマとする。
- あいことばはあらしのよるに (2025年)　ISBN 978-4-06-538386-5

### 派生作品
- オオカミのあっかんべー（2004年）ISBN 4-7897-2219-8（刊：ソニー・マガジンズ） - エッセイ[注 1]
- あらしのよるに 恋愛論（2005年）ISBN 4-06-213193-5
- 漫画版 あらしのよるに（2005年）ISBN 4-06-349232-X（画：空十雲） 単行本書き下ろし、第1話のみ「月刊マガジンZ」2006年1月号にて先行公開。
- 小説 あらしのよるに（2006年）ISBN 4-09-387619-3 / ISBN 978-4-09-408329-3（2009年、文庫版）（刊：小学館）文庫版では、あとがきが追加されている。
- それぞれのあらしのよるに（2006年）ISBN 4-09-130365-X（刊：小学館） - トリビュートコミック

## 主なキャラクター
ガブ
バクバク谷に住むオオカミ。話す時は語尾に「～でやす」。「～でやんす(ね)」と付ける。全身黒色だが、CG版では全身茶色である。
他のオオカミたちと違い臆病で心優しいことから仲間から馬鹿にされている順位の低いオオカミ。特別大食らいだと自称しており、常に食べることを考えている程の食いしん坊だが、大好物のヤギであるメイと親友となってしまう。友情に応えたいと思いつつ、メイには「ヤギの肉なんて大嫌い」だと強がるも、食べてしまいたいという欲求に悩む。
タプがメイに同行した際は葉っぱで顔を隠し、「キャプ」と名乗ってヤギのフリをしていたが、タプがオオカミの悪口を言ったときは怒りで拳を震わせていた。
テレビアニメ、CG版ではおなかが空くと、よく口からヨダレを垂らしている。メイと同じく雷に弱いという共通点がある。メイとの関係が仲間にバレてしまい、処刑を免れる代わりにスパイになれという命令を承諾するが、メイとの友情を選び、群れから「裏切り者」として命を狙われることを覚悟の上でメイと共に旅立つ。
メイと旅立ってからは、メイに隠れて野ネズミを2 - 3匹ほど食べていたが、メイはそれを嫌がっている。その事で一度口論になるも、後に和解し前よりも強い友情で結ばれる。以前、裏切り者が殺される所を見た事があるらしい。
子供の頃は今と違ってあまり食べない性格だったためやせていて、回想シーンで母親に、ちゃんと食べろとしかられていた。CG版ではメイのお願いをやせ我慢してまで、受け入れているところもある。
メイ
サワサワ山に住むヤギで全身真っ白で青色の目をしている。CG版では薄ピンクの色をしている。
楽観的でそそっかしく、オオカミであるガブを「友達」として信じる度量の大きさを持ち合わせている。CG版では、虹を歩くことができると信じている描写があり、幼さも見受けられる。
ガブに対しては敬語を使うが、ヤギや他の動物にはタメ口で話している。信念によって行動するタイプで、頑固なところがある。思いやりに欠けたところもあったが、ガブと行動するにつれ変わった。ガブ同様雷が弱点。母親がオオカミ（ギロ）に殺されたことを覚えておらず、映画・小説では祖母、原作では仲間のヤギによって知らされる。その後長老の提案のスパイ役を承諾するが、どうしてもガブを裏切ることが出来ず、ガブとの友情を貫くため仲間たちを捨てて旅立った。
旅の最中、（ガブが気を遣ってメイが寝ている間に狩りをしていたことが許せず）「今日は何匹殺して来たんだい」と本音をもらして口論となったが、後に反省して謝罪し、それまで以上に深い友情で結ばれた。
母親が食われた時は、2匹で草を食べていた。この頃は角が生えてなく、生まれて間もない時だったのか、言葉をしゃべっていない。一方、CG版では、母親と簡素な会話ができている。
性別については、初期の作中にはオスであることがわかる描写が一箇所ある。これは男と女という普通の恋愛物になってしまうのを避ける為でもある。しかし、後の表記では雄雌どちらにも取れるようになっており、読者が自由に受け取ってもらうのが正しいとしている。メディアによって性別の解釈は異なっており、漫画では性別を特定させる表現は見受けられないが、映画では「男の子」という解釈になっており、逆に小説版では女の子のような言葉遣いが多く、CG版では「女の子」と公式に設定されている。
ギロ
バクバク谷に住むオオカミ達のボスでガブと体の色が似ている。CG版では全身紺色のオオカミである。ガブの父親とは親友だった。
映画版、アニメでは幼かった頃のメイを襲おうとしたが、メイの母親に邪魔をされた挙げ句、左耳を食いちぎられた。そのため左耳が欠けている（原作では説明もなく片耳状態となっている）。左目の傷はその時にできたもの（CG版では、傷はあるが左目は潰れていない）。その後すぐにメイの母親を殺したものの、以来ヤギを激しく憎むようになり、非常に残酷な食べ方をするという。
冷酷な性格で掟には厳しく、裏切り者は決して許さない。ガブがヤギ狩りの際仲良くなったヤギを逃がすため指示した配置から勝手に外れた為、本来掟では処刑するところを、メイからヤギの情報を聞き出すスパイ役として働くことを条件に命を助けた。しかしガブがそのチャンスを捨て、メイと共に逃げ出したため、一切の情を捨てガブとメイを処刑するべく追跡を始める。映画では、アイシャドウをした気取った雰囲気の妻がいるが、ギロの近くでほとんど横になって寝ている。
バリー
ギロの次に偉いと思われる赤い毛が特徴のオオカミ。CG版では全身青色のオオカミ。
ギロには媚びてばかりおり、ギロに対しては非常に腰が低い。ガブも当初はギロに対してのバリーの真似をして、目上のオオカミには媚びて腰を低くしていた。
ヤギ狩りの際メイを捕らえようとしたが、落石にうろたえている内にガブによって逃がされてしまう。その後いなくなったガブを発見、彼とメイの関係を知り罵倒し、「おまえはヤツら(ヤギ)に利用されてるんだよ」と非難した。
ギロと同様、ガブがスパイとしての役目を放り出し逃亡したことを許せず、彼を処刑するべく得意の追跡で追いつめる。幼少時代にビッチ、ザクと一緒にガブを馬鹿にしていた。
ビッチ&ザク
いつも二匹で行動するオオカミのコンビ。原作では名前は無かった。
軽薄な雰囲気で小柄な方がビッチ、眼帯をして大柄なのがザクである。
ヤギ狩りの打ち合わせの際、ギロに名指しで配置を命令されており、比較的高い地位にいることが窺える。ガブの幼馴染だが、幼少の頃崖を飛び越せないガブを馬鹿にしていた。そのため意地悪くも見えるが、かわいい花を見つけて「踏んづけないようにしなきゃな」と言う様な一面もある。映画ではザクが花の近くに隠れていたメイの前足を踏んづけたことでメイがたまらず叫んでしまい、ガブとメイがオオカミたちに見つかってしまうことになった。ザクは子供の頃から眼帯をしていた。
CG版では、ザックとブッチと言う名前で登場し、体の色が焦げ茶色で背が高くて痩せたオオカミがザックで、茶色で背が低く太ったオオカミがブッチである。また、二人で漫才をするなど面白い面も持っている。
タプ
メイの仲間で太り気味で体に斑点があるヤギ。メイに対しては兄のように振る舞う。
一人で出かけるようになったメイを心配し、ミイと共にガブとメイの待ち合わせ場所へ強引に付いていった。
そこでオオカミの悪口を散々言った挙句、後ろの草むらに隠れていたガブの額を蹴飛ばす。「オオカミのことには詳しいんだ、任せておけ」などと言っていたものの、現れたガブに驚いていち早く逃げ出した。その後、ミイになぜメイを置いてきたのかと問い詰められた時には言い訳をしていた。
オオカミのヤギ狩りから逃げてきたおばさんヤギの話からガブとメイの関係を知り、ミイと共にメイに目を覚ますよう説教する。CG版では、青色の体をしていて、いつもこっそり群れから離れるメイに対して説教をしている。
ミイ
メイの仲間でピンク色の角のないメスヤギ。原作には登場しない。
おませで可愛らしいが、気が強い性格。メイのことを慕っていつもくっついている。タプとは喧嘩ばかりだが、仲間や友達を思う気持ちは同じで、オオカミと仲良くしているメイに目を覚ますよう一緒になって説教した。一人で出かけるようになったメイを怪しみ、タプと共にガブとメイの待ち合わせ場所に付いていく。草むらから出てきたガブに驚いて、メイを置いて逃げてきたが、それをタプのせいにする。CG版では、メイと同様、薄ピンク色の体でメイの妹ような位置付けになっていて、いつもメイと一緒にいたがっているが、メイはあきれて大半は置いていく。
長老
サワサワ山のヤギの長。
喘息持ちで、杖をついている。常に仲間達を安全な方向に導くため心を砕いている。メイとガブの関係を知り、ガブからオオカミの情報を聞き出すスパイ役をメイに与える。移動するときは何匹かのヤギに持ち上げられている。CG版では、紺色の体で、眉毛が妙に長い。
ヤギのおばさん
年配の老ヤギ。
仲間と共に丘で草を食べていたところをオオカミたちに襲われ、仲間の半分を殺され命からがら逃げてきた。逃げる途中でメイとガブの関係を目撃した。
CG版では3匹で登場している。
メイの母
メイが幼い頃、オオカミの群からメイを守って戦った。その際、ギロの片耳を食いちぎったものの、結局は殺されて食べられてしまった。原作ではギロの耳を食いちぎる場面はなく、オオカミに食べられた事実が語られるのみで、本人は登場しない。
なお、ギロに殺された時期は原作と他のメディアで若干違っており、原作ではメイが「母親に言われたこと」と説明した言葉を他のメディアでは「おばあちゃんに言われたこと」と説明している。草を食べていたとき、オオカミの気配を感じられるほど勘がいい。また、本人もメイと同様ほとんどしゃべらなかった。CG版では、映画版同様、メイの昔の時の話のなかで出るが、メイと簡素な会話をかなりしている。また、体の色はメイと同様薄ピンク色で角も結構長い。
メイの祖母
年のせいか、だいぶシワが多いヤギ。CG版では、薄青色の体をしている。娘（メイの母）がオオカミに殺された後、娘に代わってメイを育てた。メイがオオカミと友達になったことに大きなショックを受ける。原作には登場しない。

## 舞台演劇
日本国内の上演に限る。人形劇や影絵劇は含んでいない。
また関係団体が同じ再演については補足事項がある場合を除き省略している。

### 舞台
1996年、樂劇団いちょう座により初の舞台演劇が上演された。
1997年、演劇集団 円が子どもと大人が一緒に楽しめる舞台として毎年行っている「円・こどもステージ」の作品として上演。脚本は原作者木村祐一が自ら手掛け、舞台美術は絵本の絵を手掛けたあべ弘士が担当。2008年再演パンフレットには「絵本あらしのよるには演劇集団円によって育てられたといっても過言ではない。絵本３巻目は円の脚本と同時に書き、４巻目は舞台脚本が先に出来ていた」と木村祐一が寄稿している。出演は、南美江（メイの祖母）、金田明夫（メイ）、西凛太朗、高橋理恵子、ほか。この作品で木村祐一は第３４回斉田喬戯曲賞、音楽の小森昭宏は日本児童演劇協会個人賞、団体としては厚生省児童福祉文化賞（厚生大臣賞（当時））を受賞している。
2004年、アオイスタジオ＆ワンダー・プロダクションにより市原悦子ロードショーのひとつとして上演。出演は、メイ役は市原悦子、ガブ役は越村公一、ほか音楽担当のミッキー吉野も脇役として登場。再演時のタイトルは、市原悦子ドラマライブあらしのよるに。

### ミュ－ジカル
1997年、演劇集団 スタジオライフによるミュージカル作品となる。フジテレビ・電通主催、獏エンタープライズ企画・制作の2007年版でも同劇団から数名キャスティングされ、ガブ役が山本芳樹、メイ役は吉野紗香が客演として出演。子供向けにと制作された舞台演劇が多かったが、今作は大人が堪能できる本格派ミュージカルを目的として、脚本・演出は横山由和により上演された。
2005年、劇団 俳協により上演された。
2019年、劇団さっぽろにより上演された。原作絵本や映画にも書かれていない設定を原作者の許可を得て盛り込んだようである。
同年、乙戯社により上演された。

### 朗読劇
1997年、 MBS主催の「おはなし夢ひろば」にて「あらしのよるに」「あるはれたひに」が朗読される。
2002年、舞台も公演した演劇集団 円により、その初演でメイを演じた金田明夫による朗読劇が上演された。
2004年、青二プロダクション主催の朗読劇『Voice Fair 2004』にて「あらしのよるに」と「あるはれたひに」が上演された。メイ役は三輪勝恵、ガブ役は松島みのり。
2006年、中井貴惠による一人語りと松本峰明のジャズピアノ演奏による音語りが上演された。のち、スタジオレコーディングしCD化されている。
2019年、アニメ映画でガブを演じた中村獅童による一人語りが上演された。
同年、朗読音楽劇として竹下景子の朗読とRaindropsによる楽器の生演奏が上演された。
2021年、千葉市美浜文化ホール主催事業「絵本朗読コンサート2021」にて、村山香月の朗読とピアノ五重奏の編成による生演奏で上演された。作曲は木村裕。きむらゆういち氏も来場し、演奏後に舞台挨拶を行った。
2022年11月9日 - 23日、通年なら歌舞伎や歌舞伎舞踊演目を上演する「松竹巡業公演」において、「中村獅童のHOW TOかぶき」という実演付き解説とともに「絵本 あらしのよるに 一人語り」と題した朗読劇を全国9都市にて開催予定 。

### 歌舞伎
2015年、今井豊茂の脚本、藤間勘十郎の演出による歌舞伎作品として京都四條南座の「九月花形歌舞伎」で9/3～9/26（題名「新作歌舞伎 あらしのよるに」）。アニメ映画でもガブを演じた中村獅童が再びガブ役になる。メイ役は尾上松也。同作品は歌舞伎のすぐれた新作脚本に対して贈られる「大谷竹次郎賞」を受賞した。
歌舞伎版は、2016年に歌舞伎座、2018年に博多座でも公演されている。
さらに、2022年11月の松竹巡業公演では「絵本 あらしのよるに 一人語り」として中村獅童による朗読劇も開催予定（#朗読劇の節参照）。

### 音楽劇
2019年、日生劇場主催のイベント『日生劇場ファミリーフェスティヴァル2019』にて音楽劇が上演された。ガブ役は渡部豪太、メイ役は福本莉子。2021年の『日生劇場ファミリーフェスティヴァル2021』でも上演され、ガブ役は渡部が続投、メイ役は北浦愛に変更。
また、2019年は朗読劇の音楽劇も竹下景子の語りで催されている（#朗読劇の節参照）。

## てれび絵本
NHK教育「てれび絵本」で、「あらしのよるに」シリーズ6作が番組化されている。中村獅童が一人3役を演じる。2005年11月にDVD化されている。

## アニメ

### 映画
映画版は、2005年12月10日に公開された。全国295スクリーンで公開され、12月10日・11日の全国週末興行成績（興行通信社）では観客動員が18万5800人、興行収入2億2589万円を記録し、3位発進する。観客層も幅広い世代を集めている。2006年1月の初めには観客動員数120万人を突破し、漫画が原作ではないアニメ映画では異例の大ヒットを記録している。最終興行収入は18.8億円。また、海外でも上映されることが決定し、まず台湾で2006年1月20日から55館で上映を開始する。ほかにもイギリス、韓国など世界26ヶ国での上映が予定されている。
DVDの発売日は2006年6月23日。スペシャル・エディションとスタンダード・エディションの2種類を発売。レンタルは2006年6月9日に開始された。
2007年4月8日にTBS系列でテレビ放送されている。
2007年、第30回日本アカデミー賞で新設された優秀アニメーション作品賞に選ばれた。

#### 担当声優（映画）
- ガブ - 中村獅童
- メイ - 成宮寛貴
- ギロ - 竹内力
- バリー - 山寺宏一
- ビッチ - 柳原哲也（アメリカザリガニ）
- ザク - 平井善之（アメリカザリガニ）
- タプ - 林家正蔵
- ミイ - 小林麻耶（当時のTBSアナウンサー）
- 長老 - 板東英二
- ヤギのおばさん - KABA.ちゃん
- カマ - 星野充昭
- トロ - 高瀬右光
- ガリ - 加瀬康之
- ゴリ - 吉野貴宏
- モロ - 森田正光（気象予報士）
- ガブの母 - 早見優（友情出演）
- メイの祖母 - 市原悦子（特別出演）

#### スタッフ（映画）
- 原作・脚本 - きむらゆういち
- 監督・脚本・演出 - 杉井ギサブロー
- アニメーション監督 - 前田庸生
- 構成プランナー - くずおかひろし、石山タカ明
- キャラクターデザイン・作画監督 - 江口摩吏介
- 色彩設計 - 歌川律子
- 美術監督 - 阿部行夫
- 音楽 - 篠原敬介
- 編集 - 古川雅士
- ネガ編集 - 小島俊彦
- 音響監督 - 藤山房伸
- 音響デザイナー - 小川高松
- 撮影監督 - 佐藤陽一郎
- 映像ディレクター - 篠崎享
- エグゼクティブプロデューサー - 木村明子
- プロデューサー - 中沢敏明、大岡大介、梅村安、田代敦巳
- アニメーション制作 - グループ・タック
- 「あらしのよるに」製作委員会 - TBS、東宝、博報堂DYメディアパートナーズ、セディックインターナショナル、獏エンタープライズ、MBS、毎日新聞社、伊藤忠商事、小学館

#### 主題歌（映画）
「スター」
作詞・作曲・歌 - aiko / 編曲 - 島田昌典

### テレビアニメ
2012年4月4日から9月26日まで、テレビ東京系列水曜17:30 - 18:00（アニメ530第1枠）で『あらしのよるに 〜ひみつのともだち〜』として放送された。音声は日本語版と英語版の二つで放送。
多くのオリジナルエピソードやサブキャラクターが追加された一方で、物語自体はガブとメイが緑の森を目指して旅立つところで終了している。

#### キャスト（テレビアニメ）
日本語版 / 英語版 の順。
- ガブ（GABU） - 吉野裕行、朴璐美（幼少時代） / Jack Merluzzi
- メイ（MAY） - 釘宮理恵 / Terry Osada
- ミイ（MII） - 堀江由衣 / Rumiko Varnes
- ガブの母親（GABU'S MOTHER） - 笹島かほる / Gerri Sorrells
- タプ（TAP） - 鈴木達央 / Jeff Manning
- モロ（MORO） - 小田久史 / Tom Ckark
- メイのおばあちゃん（GRANNY） - 有馬瑞香 / Terry Osada
- 少女時代おばあちゃん（GRANNY AS A CHILD） - 慶長佑香 / Gerri Sorrells
- ロッサ（ROSSA） - 矢口アサミ / Maya Jones
- ビマ（BIMA） - 阿川りょう / Maya Jones
- ジマ（JIMA） - 秋保佐永子 / Gerri Sorrells
- ヨマ（YOMA） - 羽飼まり / Rumiko Varnes
- レミ（REMI） - 井ノ上奈々 / Rumiko Varnes
- ロミ（ROMI） - 近村望実 / Maya Jones
- ルミ（RUMI） - 藤田彩 / Gerri Sorrells
- ザック（ZAK） - 柳原哲也[注 3]/Jack Merluzzi
- ブッチ（BUTCH） - 勝杏里 / Jeff Manning
- ボロ（BORO） - 高橋めぐる / Maya Jones
- ギロ（GHIRO） - 山寺宏一 / Jeff Manning
- バリー（BARI） - 山寺宏一 / Tom Ckark
- リス（SQUIRREL） - 高瀬朝季、森優子、近村望実、羽飼まり、朝比奈拓見、町田安里花、町田志津乃、石井心愛 / Rumiko Varnes、Gerri Sorrells、 Terry Osada
- ウサギ（HARE） - 井ノ上奈々、河合呂美、羽飼まり、恒松あゆみ、中司ゆう花、松山鷹志 / Maya Jones、Rumiko Varnes、Gerri Sorrells
- ピッピ（PIPPI） - 椎名へきる / Rumiko Varnes
- チッチ（CHICCHI） - 新子夏代 / Gerri Sorrells
- 父ツバメ（FATHER-SWALLOW） - 大西健晴 / Jeff Manning
- 母ツバメ（MOTHER-SWALLOW） - 櫻井智 / Maya Jones
- クロ（KURO） - 石田彰 / Tom Ckark
- 白ヤギ長老（HIGHELDER OF BLACKCOATS） - 丸山詠二 / Jack Merluzzi
- おばさん白ヤギ（Mrs.WHITE） - ならはしみき / Tom Ckark
- おばさん黒ヤギ（Mrs.BLACK） - タルタエリ / Rumiko Varnes
- おばさんぶちヤギ（Ms.Spotty） - 村田麻衣子 / Jeff Manning
- チロル（SAMMY） - 河合呂美 / Maya Jones
- 幼児白ヤギ（KID1） - 西明日香 / Terry Osada
- 幼児黒ヤギ（KID2） - 田澤利依子 / Rumiko Varnes
- 幼児ぷちヤギ（KID3） - 菊池こころ / Gerri Sorrells
- ロロ（LOLO） - 甲斐田裕子 / Rumiko Varnes
- カメ（TURTLE） - 山口眞弓 / Gerri Sorrells
- ララ（LALA） - 浅野真澄 / Maya Jones
- リリ（LILY） - 桑谷夏子 / Gerri Sorrells
- ルル（LULU） - 井ノ上奈々 / Rumiko Varnes
- 女子オオカミ（GIRL WOLF） - 羽飼まり、近村望実、河合呂美 / Terry Osada、Rumiko Varnes、Maya Jones
- ウサル（USARU） - 山口勝平 / Jeff Manning
- ロッソ（ROSSO） - 小池謙一 / Tom Ckark
- リスの子（SQUIRREL） - ふしだ里穂 / Terry Osada
- 野うさぎ（HARE） - 河合呂美 / Gerri Sorrells
- タヌキ（RACCOON DOG） / 大久保利洋 / Tom Ckark
- 少年時代黒ヤギ長老（YOUNG BLACK GOAT） - 菊池幸利 / Jeff Manning
- 老女黒ヤギ（AUNTY BLACK GOAT） - 宮沢きよこ、羽飼まり / Jeff Manning、Gerri Sorrells、Tom Ckark
- バロ（BARO） - 山下亜矢香 / Gerri Sorrells
- ビロ（BIRO） - 髙橋夏季 / Rumiko Varnes
- ブロ（BURO） - 巽悠衣子 / Jack Merluzzi
- ビビ（BIBI） - 中川翔子 / Rumiko Varnes
- ジェス（JESS） - 小杉十郎太 / Jeff Manning
- ゴン（GON） - 堀内賢雄 / Tom Ckark
- ボス（BOSS） - 宝亀克寿 / Jack Merluzzi
- オオカミ（WOLF） - 髙階俊嗣、山本格、武田幸史、竹本栄治 / Jack Merluzzi、Tom Ckark
- メイの母（MAY'S MOTHER） - 伊藤美紀
- ガルル（GALURU） - てらそままさき / Jack Merluzzi
- 昔のボス（BOSS） - 有本欽隆 / Tom Ckark
- 小鳥 - 望月玲依、西口杏里沙、
- サル - 秋保佐永子、小池謙一、きむらゆういち、城品萌音
- 鳥 - 近村望実、藤田彩、井ノ上奈々、町田頼哉
- 野ネズミ - 河合呂美、小田久史
- タオ（TAO） - 矢島晶子 / Gerri Sorrells
- ナレーション（NARRATOR） - 山寺宏一[25][注 4] / Tom Clark

#### スタッフ（テレビアニメ）
- 原作 - きむらゆういち（講談社刊）
- 監督 - アミノテツロ
- 企画 - 木村明子、KC Wong
- 総合プロデューサー - 椚山英樹
- プロデューサー - 熊谷拓雄、武井潤、古川慎、八田紳作
- アートディレクター - Gun Yoon Cheong
- CGスーパーバイザー - Goh Chun Keong
- アニメーションディレクター - Goh Chun Hoong
- テクニカルディレクター・スーパーバイザー - Teo How Jiann
- サーフェンシング・スーパーバイザー - Christy Chua Poh Hiang
- 音楽 - 安西史孝
- 音楽協力 - テレビ東京ミュージック
- 音響監督 - 小泉紀介
- 英語版ディレクター - ジュリー・ソーレス (Gerri Sorrells)
- 音響制作協力 - 神南スタジオ
- 美術設定 - 坂本信人
- プリプロダクション協力 - ダックビル・エンタテインメント
- アニメーション制作 - Sparky Animation、獏エンタープライズ
- 設定協力 - スタジオ・ルナ
- アニメーション制作協力 - 童夢
- キャラクター原案協力 - 加藤健二
- 英語版制作協力 - ジム・ウエザフォード (Jim Weatherford) ジャリコ・インタナショナル (Jarico International)
- 制作協力 - ぎゃろっぷ、旭プロダクション、ジーベック
- 製作 - あらしのよるに / TV PARTNERS（Sparky Animation、バンダイビジュアル、獏エンタープライズ、ダックビル・エンタテイメント、テレビ東京メディアネット、電通、エー・ティ・エックス、テレビ大阪サービス）、One Stormy Night LLP

#### 主題歌（テレビアニメ）
オープニングテーマ「Friendship Birthday 〜あらしのよるに〜」
作詞 - 六ツ見純代 / 作曲 - 江並哲志 / 編曲 - 山元祐介 / 歌 - Sea☆A
エンディングテーマ「Dear My Friend」
作詞 - 大鶴敬 / 作曲・編曲 - h-wonder / コーラス - 松藤量平 / 歌 - U-KISS

#### 各話リスト
| 話数   | サブタイトル             | 脚本       | 絵コンテ                  | 放送日        |
| ------ | ------------------------ | ---------- | ------------------------- | ------------- |
| 第1話  | あらしのよるに           | 坂口木蓮   | 藤本義孝                  | 2012年 4月4日 |
| 第2話  | うそつきガブ             | 伊丹あき   | アミノテツロ              | 4月11日       |
| 第3話  | オオカミのボス           | 坂口木蓮   | アミノテツロ              | 4月18日       |
| 第4話  | オオカミとヤギごっこ     | 北条千夏   | アミノテツロ 西村昭子     | 4月25日       |
| 第5話  | ともだちのうた           | 平林佐和子 | かしやまとしゆき          | 5月2日        |
| 第6話  | ひみつのかくれ家         | 三井秀樹   | アミノテツロ 藤田健太郎   | 5月9日        |
| 第7話  | メイのしあわせ           | 伊丹あき   | かしやまとしゆき          | 5月16日       |
| 第8話  | かこまれたガブ           | 北条千夏   | アミノテツロ 西村昭子     | 5月23日       |
| 第9話  | はしれ、ガブ             | 平林佐和子 | 大隈孝晴                  | 5月30日       |
| 第10話 | ガブもつらいよ           | 伊丹あき   | 大庭秀昭                  | 6月6日        |
| 第11話 | ほんとうのこと           | 三井秀樹   | 寺澤伸介                  | 6月13日       |
| 第12話 | はじめてのおでかけ       | 坂口木蓮   | 藤本義孝                  | 6月20日       |
| 第13話 | ミイがいなくなった日     | 北条千夏   | しぎのあきら              | 6月27日       |
| 第14話 | おばあちゃんのともだち   | 伊丹あき   | 秋葉鷹則                  | 7月4日        |
| 第15話 | おしえて、ガブにぃ!      | 平林佐和子 | 高林久弥                  | 7月11日       |
| 第16話 | 雨の日に                 | 坂口木蓮   | かしやまとしゆき          | 7月18日       |
| 第17話 | どうくつのなかで         | 三井秀樹   | 藤本義孝                  | 7月25日       |
| 第18話 | にじ                     | 北条千夏   | しぎのあきら              | 8月1日        |
| 第19話 | まいごのビビちゃん       | 伊丹あき   | 羽原久美子                | 8月8日        |
| 第20話 | ひっこし?                | 平林佐和子 | 大庭秀昭                  | 8月15日       |
| 第21話 | うらぎりオオカミ         | 坂口木蓮   | しぎのあきら              | 8月22日       |
| 第22話 | ガブのゆめ、メイのねがい | 三井秀樹   | かしやまとしゆき 加藤健二 | 8月29日       |
| 第23話 | ヤギとオオカミ           | 平林佐和子 | しぎのあきら              | 9月5日        |
| 第24話 | それぞれのよる           | 伊丹あき   | 高林久弥                  | 9月12日       |
| 第25話 | まもるべきもの           | 北条千夏   | かしやまとしゆき 加藤健二 | 9月19日       |
| 第26話 | あしたへの道             | 伊丹あき   | 羽原久美子                | 9月26日       |

#### 放送局
| 放送地域       | 放送局                    | 放送期間                      | 放送日時                                                    | 放送系列       | 備考                         |
| -------------- | ------------------------- | ----------------------------- | ----------------------------------------------------------- | -------------- | ---------------------------- |
| 北海道         | テレビ北海道              | 2012年4月4日 - 9月26日        | 水曜 17:30 - 18:00                                          | テレビ東京系列 | 同時ネット 字幕放送          |
| 関東広域圏     | テレビ東京                | 2012年4月4日 - 9月26日        | 水曜 17:30 - 18:00                                          | テレビ東京系列 | 同時ネット 字幕放送          |
| 愛知県         | テレビ愛知                | 2012年4月4日 - 9月26日        | 水曜 17:30 - 18:00                                          | テレビ東京系列 | 同時ネット 字幕放送          |
| 大阪府         | テレビ大阪                | 2012年4月4日 - 9月26日        | 水曜 17:30 - 18:00                                          | テレビ東京系列 | 同時ネット 字幕放送          |
| 岡山県・香川県 | テレビせとうち            | 2012年4月4日 - 9月26日        | 水曜 17:30 - 18:00                                          | テレビ東京系列 | 同時ネット 字幕放送          |
| 福岡県         | TVQ九州放送               | 2012年4月4日 - 9月26日        | 水曜 17:30 - 18:00                                          | テレビ東京系列 | 同時ネット 字幕放送          |
| 日本全域       | カートゥーン ネットワーク | 2014年12月6日 - 2015年1月17日 | 土曜・日曜 14:00 - 15:00 土曜・日曜 23:00 - 24:00（再放送） | CS放送         | 2話連続放送 リピート放送あり |

| テレビ東京系列 水曜17:30枠（アニメ530第1枠）                            | テレビ東京系列 水曜17:30枠（アニメ530第1枠）            | テレビ東京系列 水曜17:30枠（アニメ530第1枠）                                      |
| 前番組                                                                  | 番組名                                                  | 次番組                                                                            |
| ----------------------------------------------------------------------- | ------------------------------------------------------- | --------------------------------------------------------------------------------- |
| NARUTO -ナルト- 〜少年篇〜 (2回目) （再放送） （2011.7.13 - 2012.3.28） | あらしのよるに 〜ひみつのともだち〜 （2012.4.4 - 9.26） | ウルトラマン列伝 （2012.10.3 - 2013.6.26） 【第2枠（18時00分-18時30分）から移動】 |

### 映画（ひみつのともだち）
テレビアニメを劇場向けに再編集された『あらしのよるに 〜ひみつのともだち〜 シアターセレクション 〜出会い編〜』が、2012年11月10日より公開。キャッチコピーは「ともだちなのに、…おいしそう。」。
第2弾『あらしのよるに 〜ひみつのともだち〜 シアターセレクション 〜きずな編〜』は2013年2月2日に公開。キャッチコピーは「すがたかたちはちがうけど いつまでも一緒でやんす」。

#### 主題歌（ひみつのともだち）
第2弾主題歌「風のうた」
作詞 - きむらゆういち / 作曲・編曲 - 安西史孝 / 歌 - 河村隆一
小説版に登場した歌に曲を付けたもの。曲自体はテレビアニメ版の時点で作られており、劇中でガブやメイが歌っているが、シングル化の予定が一度没になり、劇場版での使用にあたって改めて録音することになったものの、完成までは紆余曲折あったという。

## ドラマCD
『サウンドシアター あらしのよるに』のタイトルで、2006年12月22日に発売された。全体の構成はきむらゆういち自らが「決定版」と位置づけている小説版を元にしているが、一部原作（絵本）を元にしているシーンもある。初回生産分には特典として主要キャストによるフリートークCDが付けられた。

### 担当声優（ドラマCD）
- ガブ - 平田広明
- メイ - 石田彰
- タプ - 山口勝平
- ギロ - 小杉十郎太
- バリー - 中井和哉
- ナレーション - 宗矢樹頼
- 山羊おばさん - すずき紀子
- 老山羊 - 白熊寛嗣
- 山羊A - 清水愛
- 山羊B - 根津貴行
- 狼A - 中田潤
- 狼B - 高橋圭一

### スタッフ（ドラマCD）
- 原作 - きむらゆういち
- 作画 - ミギー
- シナリオ - 最合のぼる
- ディレクター - 嶋澤みどり
- 音楽 - 広瀬充寿
- イメージ曲 - 「帰らなかったケーン」
  - 作詞 - なかにし礼 / 作曲 - かまやつひろし / 編曲 - 広瀬充寿 / 歌 - WATER//COLOR
- 制作協力 - JECインターナショナル、森岡和彦、美谷島涼子
- エグゼクティブプロデューサー - 富岡信夫

### トラックリスト
- Act.1 あらしのよるに
- Act.2 あるはれたひに
- Act.3 くものきれまに
- Act.4 きりのなかで
- Act.5 どしゃぶりのひに
- Act.6 ふぶきのあした
- Act.7 まんげつのよるに
- Act.8 キャストコール
- Act.9 イメージ曲「帰らなかったケーン」（歌 - WATER//COLOR）

## ゲームソフト
2005年12月22日にTDKコア（現クリエイティヴ・コア、但しゲーム事業は2010年より日本コロムビアが継承）より発売。対応機種・ニンテンドーDS。
合間に挿入されるミニゲームをクリアすることでストーリーを進める形式。ストーリーは原作に準じているが、パッケージのイラストやゲーム中の画像は映画版を基にしている。ミニゲームの点数によって結末が変わるマルチエンディング形式で、原作と異なる結末もきむらゆういち自らが監修することで、原作の雰囲気を損なわないよう配慮されている。

## 合唱組曲
2008年11月1日にNHK東京児童合唱団で初演され、全音楽譜出版社から2009年6月15日に発売。
作詞はきむらゆういち、作曲は上田真樹。
収録曲
1. 出会い
2. ピクニック
3. ひみつの友だち
4. 覚悟
5. 満月